# Stefan Krudowski
Stefan Marceli Krudowski (ur. 26 kwietnia 1890 w Rudkach, zm. wiosną 1940 w Katyniu) – doktor medycyny, lekarz neurolog, major lekarz Wojska Polskiego, ofiara zbrodni katyńskiej.

## Życiorys
Był synem Jana, technika drogowego, i Marii z Brzózków. Jego braćmi byli Józef, Zygmunt, Marian i Jan.
Należał do Związku Strzeleckiego pod pseudonimem „Orlik”. Uczestniczył w wojnie polsko-bolszewickiej w szeregach 12 pułku piechoty. Ukończył studia na Wydziale Lekarskim Uniwersytetu Jagiellońskiego w specjalności neurologii. W 1924 był oficerem nadetatowym 10 Batalionu Sanitarnego w Przemyślu i kapitanem podlekarzem w 2 pułku artylerii górskiej. W latach 30. XX wieku został ordynatorem oddziału neurologicznego Szpitala Okręgowego nr 5 w Krakowie. Od 1938 był w kadrze zapasowej tego szpitala.
Po wybuchu II wojny światowej i agresji ZSRR na Polskę na terenach wschodnich II Rzeczypospolitej został aresztowany przez Sowietów. Był przetrzymywany w obozie w Kozielsku. Na wiosnę 1940 został zabrany do Katynia i rozstrzelany przez funkcjonariuszy Obwodowego Zarządu NKWD w Smoleńsku oraz pracowników NKWD przybyłych z Moskwy na mocy decyzji Biura Politycznego KC WKP(b) z 5 marca 1940. Jest pochowany na terenie obecnego Polskiego Cmentarza Wojennego w Katyniu, gdzie w 1943 jego ciało zostało zidentyfikowane w toku ekshumacji prowadzonych przez Niemców pod numerem 1086 (przy zwłokach zostały odnalezione pismo ze Szpitala Wojskowego 504, dyplom naukowy, legitymacja oficerska, wieczne pióro, wizytówki okulary, odznaka pułkowa, spinka mankietowa).  Pochowany na Cmentarzu Rakowickim w Krakowie (pas 58, narożnik płd.-wsch.)

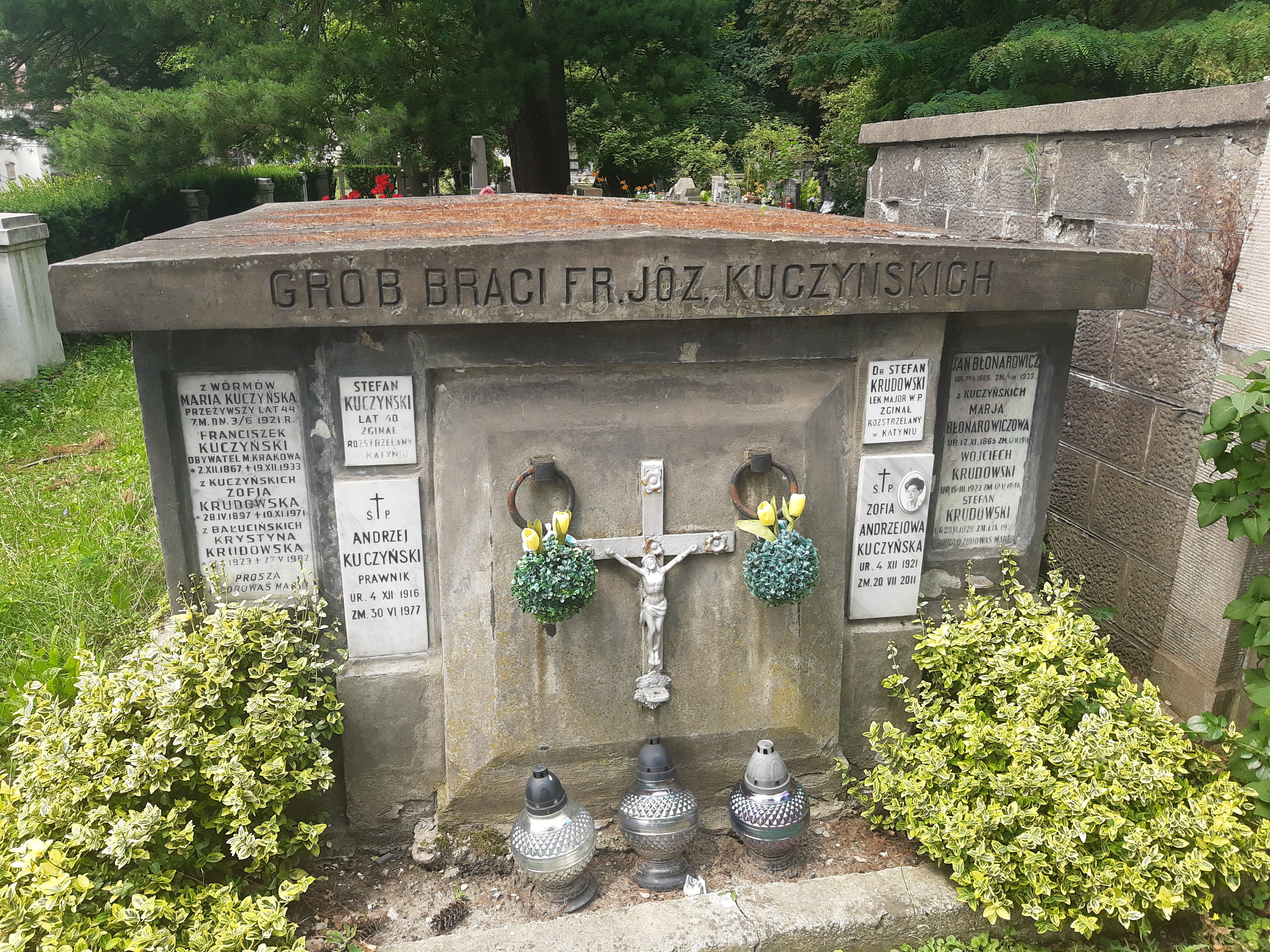
Grób symboliczny Stefana Krudowskiego na Cmentarzu Rakowickim w Krakowie

Jego żoną była Zofia, z domu Kuczyńska, z którą miał dwóch synów. Jego brat Jan (1882–1940) także był jeńcem w Kozielsku i został również ofiarą zbrodni katyńskiej.

## Upamiętnienie
Minister Obrony Narodowej decyzją Nr 439/MON z 5 października 2007 awansował go pośmiertnie do stopnia podpułkownika. Awans został ogłoszony 9 listopada 2007 w Warszawie, w trakcie uroczystości „Katyń Pamiętamy – Uczcijmy Pamięć Bohaterów”.
13 kwietnia 2010, w ramach akcji „Katyń... pamiętamy” / „Katyń... Ocalić od zapomnienia”, w Bochni zostały zasadzone Dęby Pamięci, w tym honorujące Jana i Stefana Krudowskich.

## Awanse
- kapitan - zweryfikowany ze starszeństwem z dniem 1 czerwca 1919 (w 1924 zajmował 38 lokatę w korpusie oficerów zawodowych sanitarnych – grupa podlekarzy)
- major - ze starszeństwem z dniem 1 stycznia 1931 (w 1932 zajmował 14 lokatę)
- podpułkownik – 5 października 2007 pośmiertnie

## Ordery i odznaczenia
- Krzyż Walecznych (1921)[9]
- Medal Niepodległości (9 listopada 1933, za pracę w dziele odzyskania niepodległości)[10][11]